# Virovesca
Virovesca és una ciutat hispana citada per antics cronistes romans com Plini el vell el 77 i Pomponi Mela. Ambdós escriuen que era una de les deu ciutats dels autrigons i més concretament la seva capital. Correspon amb l'actual Briviesca a la província de Burgos. Estava dintre de la xarxa de comunicacions romana, ja que era un dels punts que travessava la via romana que unia Tarraco (l'actual Tarragona) amb Asturica Augusta (l'actual Astorga). A l'origen la ciutat estava situada en l'alt conegut com Monte San Juan, però més tard ja, probablement obligats pels romans, l'assentament es va desplaçar per dessota al bosc al marge dret de la vega del riu Oca en les proximitats d'aquest lloc, encara que més tard tornaria es va transferir a l'altra riba fins a trobar-se en el lloc actual, on després ha expansionat fins als nostres dies. Buscant amb deteniment al Monte San Juan, solen aparèixer restes de ceràmica i altres deixalles de l'època preromana.